# La Dérive des continents
Pour l’article homonyme, voir Dérive des continents.
La Dérive des continents est un téléfilm français réalisé par Vincent Martorana réalisé en 2005. Il dure 99 minutes.

## Synopsis
Chargée de solutions dans une banque, Claire Moreau vit avec son compagnon Antoine et leur fille Lola, âgée de 13 ans. Un jour, elle se voit confier le dossier de Jacques Marey, un homme dont elle fut secrètement amoureuse lorsqu'elle était adolescente. La situation trouble Claire d'autant que Jacques, endetté et plongé dans ses soucis, ne semble pas la reconnaître. Nullement gênée, la jeune femme évoque la situation devant Antoine qui, plein de bonne volonté, propose d'héberger Julien, le fils de Marey, lui aussi dans le besoin.

## Fiche technique
- Réalisateur : Vincent Martorana
- Scénario : Vincent Martorana et Nathalie Vailloud
- Musique : Evgueni Galperine
- Durée : 99 minutes
- Date de sortie : 9 février 2007 Arte

## Distribution
- Anne Brochet : Claire Moreau
- Johan Leysen : Jacques Marey
- Thomas Jouannet : Antoine Tomasian
- Alice de Lencquesaing : Lola
- Florian Cadiou : Julien
- Daniela Bisconti : Magali Marey
- Jean-Paul Bonnaire : Roger Delaloge
- Valérie Leboutte : Géraldine
- Alain Rimoux : René Angot
- Catherine Herold : Monique Moreau
- Pierre Douglas : Guy Moreau
- Roch Leibovici : Eraldo Gomez
- Emmanuelle Lepoutre : Gina Vallone